# La Chapelle-Rambaud
La Chapelle-Rambaud é uma comuna francesa na região administrativa de Auvérnia-Ródano-Alpes, no departamento da Alta Saboia. Estende-se por uma área de 4.27 km². Em 2010 a comuna tinha 266 habitantes (densidade: 62,3 hab./km²).